# Dongnae-gu
District de Dongnae ( coréen : 동래구 ; RR : Dongnae-gu    ) est un arrondissement (district) du centre de Pusan, en Corée du Sud. Il a une superficie de 16,99 km² et une population d'environ 269 000 habitants.

## Divisions administratives

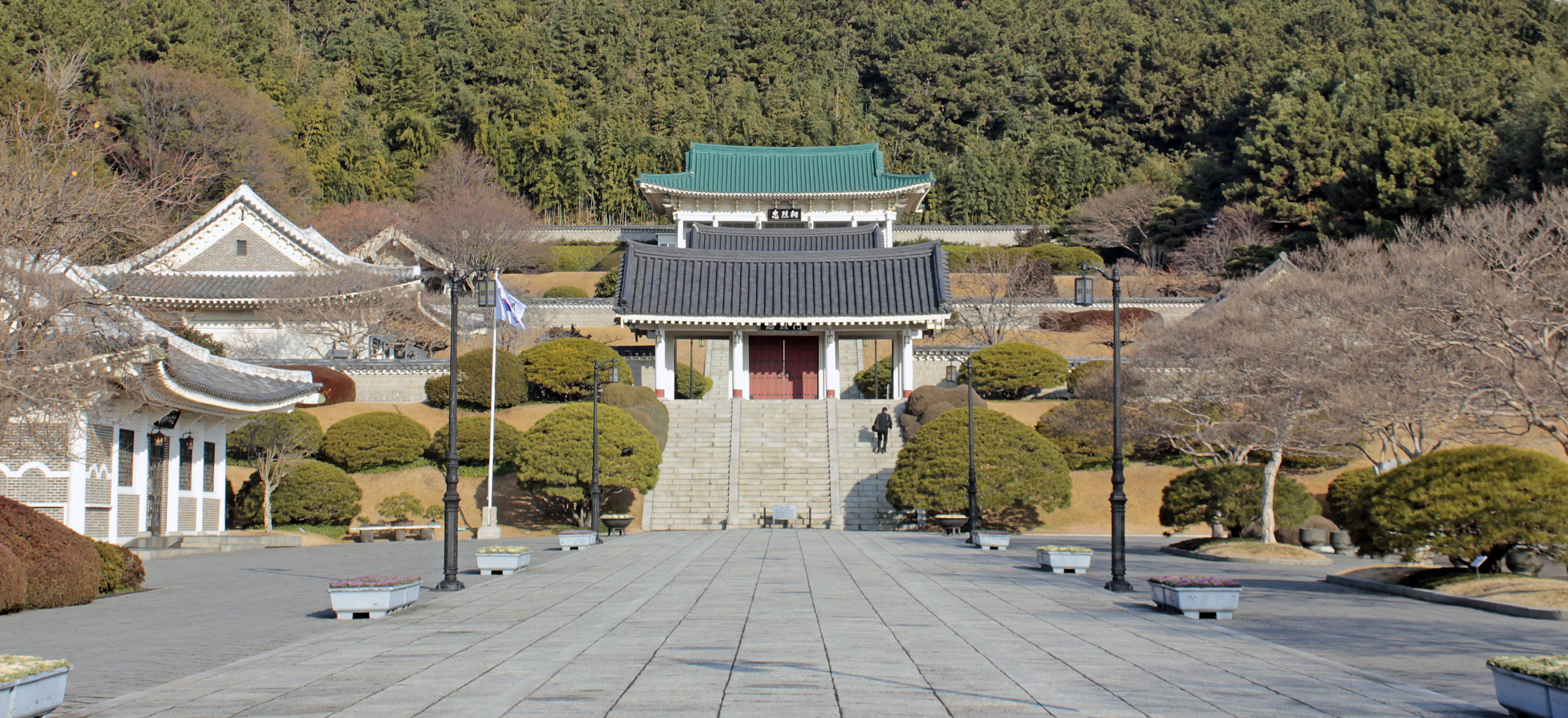
Chungnyeolsa, un sanctuaire dédié à ceux qui sont morts en combattant les troupes japonaises lors des invasions japonaises de la Corée de 1592

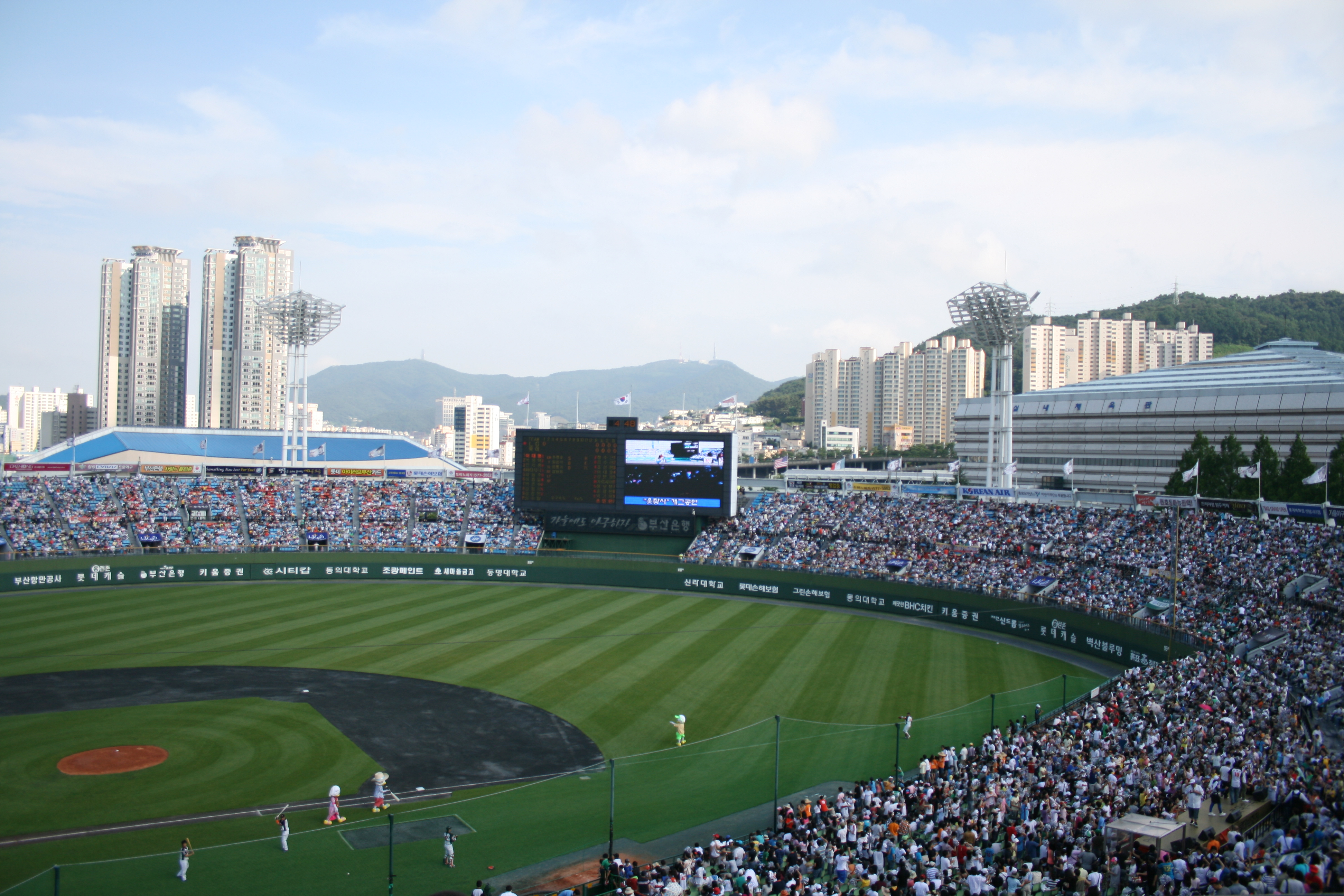
Stade de baseball Sajik

C'était autrefois une ville distincte de Pusan, le principal port du sud-est de la Corée. De nombreux vestiges historiques de cette époque sont conservés dans la région.
Ce quartier est bien connu pour une spécialité culinaire appelé pajeon.
DongRaeGu est également l'identifiant du joueur professionnel coréen de StarCraft II, Park Soo-ho. En raison de son succès lors d'événements tels que la Global StarCraft II League et la Major League Gaming, il a été reconnu par la ville et a été autorisé à représenter officiellement la ville en pouvant placer le logo de celle-ci en badge sur son uniforme.

Divisions administratives

Dongnae était initialement constitué de sept quartiers (dong), mais ces derniers, pour des raisons administratives, ont été subdivisés en 14 sous-quartiers (dong administratif).
- Allak-dong (2 dong administratifs)
- Boksan-dong
- Myeongjang-dong (2 dong administratif)
- Myeongnyun-dong (2 dong administratif)
- Oncheon-dong (3 dong administratif)
- Sajik-dong (3 dong administratif)
- Sumin-dong

## Lieux d'intérêt
Sajik-dong abrite deux infrastructures sportive majeurs : le stade de baseball Sajik (siège de l'équipe KBO Lotte Giants ) et la Sajik Arena (siège de diverses équipes de basket-ball). Les deux sites, ainsi que la piscine Sajik située à proximité, ont accueilli les épreuves de baseball, de basket-ball, de gymnastique, de natation et de plongeon des Jeux asiatiques de 2002.
Le spa Heosimcheong, le plus grand spa d'Asie, se trouve à Oncheon-dong.
Le parc des tombeaux antiques de Bokcheon-dong est une attraction touristique et un site archéologique situé à Bokcheon-dong.

## Quartiers jumelées
- Hongkou, Chine

## Éducation
- Académie de Daesung

## Fêtes
- Le festival du château du district de Dongnae s'ouvre chaque mois d'octobre depuis 1996.